# NGC 5563
إن جي سي 5563 (بالألمانية: NGC 5563) التي يرمز لها بالرمز NGC 5563، هي مجرة، في كوكبة العذراء.

## الاكتشاف
اكتشفت في 8 مايو 1864، بواسطة ألبرت مارث.